# トブルク包囲戦
トブルク包囲戦（トブルクほういせん、英: Siege of Tobruk）は、ゾネンブルーメ作戦に基づき、1941年4月10日から11月27日まで行われたドイツアフリカ軍団によるトブルクの包囲。
コンパス作戦（1940年12月8日～1941年2月9日）によりイタリア第10軍を撃破したイギリス連邦諸国軍を含むイギリス軍は、ベダ・フォムにて残存部隊の機動包囲作戦を行っていた。しかし、1941年頭、イギリス西部砂漠軍（WDF）主力はギリシャやシリアに派遣され、リビアのドイツ軍やイタリア軍とは対照的に武器と補給品も不足していた。そんな中発動されたゾネンブルーメ作戦により、連合軍はエジプト領内への退却を強いられる。一方、オーストラリア軍第9師団からなる守備隊はトブルクに残存しており、WDFが再編し反攻体制をとれるまで港湾の防御を担っていた。4月10日、そこにエルヴィン・ロンメル元帥率いるドイツ軍が侵攻。ブレヴィティ作戦（5月）、バトルアクス作戦（6月15日～）を経てクルセーダー作戦を実行。
枢軸国側に奪われたトブルク占領地域の供給港は、イギリス空軍の爆撃圏内にあったベンガジより900キロ、トリポリより1500キロエジプトとの国境線に近かった。包囲戦により枢軸軍は国境から迂回し、トブルク守備隊は枢軸軍の数度にわたる攻撃を撃退した。港は砲撃や、エジプトから飛来する英空軍の急降下爆撃機や中型爆撃機の援護爆撃を頻繁に受けた。また、英国の地中海艦隊（沿岸艦艇も含む）などの連合国海軍は海上封鎖を行い、増援部隊と補給物資を運び、負傷者や捕虜を収容した。11月27日、トブルクはクルセーダー作戦により第8軍（1941年9月から西部砂漠戦線の英国軍およびその他の連合軍地上戦力を隷下におく）によって包囲解除された。
しかしその後、ドイツ軍は1942年6月に再びトブルクを包囲し、これを占領した。4万5000名以上の捕虜と1000両以上の戦車、野砲を破壊ないし鹵獲し、ドイツ軍は次なる拠点エル・アラメインに迫った。

## 背景

### 地形
西部砂漠戦線は、エジプトのマルサ・マトルーフから唯一の舗装道路である海岸沿いのビア・バルビアに沿ってリビア・キレナイカ沿岸のガザラまでの距離390 km間で展開された。その内陸をエジプト・リビア国境を挟み240 kmに渡って広がるサハラ砂漠西部のエジプト砂海には、ジャグブーブやシワ・オアシスがある。西部砂漠は、英国の言葉ではリビアの東キュレニアをも含むようになった。海岸から内陸の隆起した海抜約150 m上には、石の多い平原が砂海200-300 kmに渡って広がる。近隣のカッターラ低地にはチーターやリムガゼルが生息するが、この地域にはサソリ、クサリヘビ、ハエがごくわずかに生息しているに過ぎない。そのような過酷な大地を拠点とする遊牧民族のベドウィンは結束力が強く、太陽や星、コンパス、そして経験と環境によって培われた "砂漠のカン"で容易に横断が可能である。しかし欧州出身の将兵はそうもいかず、例えば1940年9月にイタリア軍がエジプトに進軍したとき、現地で編成されたマレッティ部隊はサイーディ・オマルへの道を見失い、航空機に発見されざるを得なかった。
春夏の日中は極めて暑く、夜は非常に寒い。また、シロッコ（現地ではギブリと呼称）と呼ばれる地中海に向かって吹く熱風は、細かい砂を巻き上げ、数メートル先の視界を阻むのみならず、食糧や設備を覆い、目、肺、機械に入り込む。ゆえに、自動車や航空機には特殊なオイルフィルターが必要であり、故障すれば不毛の大地ゆえ軍事用品は外部から輸送されなければならない。ドイツ式やイタリア式部品の不足により、ドイツ車のエンジンはオーバーヒートする傾向にあり、タンクエンジンの持続力は2,300～2,600 kmから480～1,450 kmにまで低下した。
沿岸部の地表は硬く、海岸は何度も削られて峡谷のようになり、それが海面まで階段状に降りるように連なっている。そうした地形にイタリアが構築したトブルク要塞は、バルディア～エル・アデン間の道路沿いにあるピラスチーノ砦よりも港に近い位置にあり、二重の半円形に掘られた強化陣地とコンクリート壁、良好な射弾観測地点、対戦車溝とその後ろに配置された有刺鉄線やブービートラップなどの防御態勢を完備していた。守備を担っていたのはエンリコ・ピタッシ＝マネッラ中将率いる第22軍団で、隷下にはビンチェンツォ・デッラ・ムラ少将率いる第61歩兵師団 スルトとマッシミリアーノ・ヴィエティナ少将率いるトブルク港海軍守備隊、また港には装甲巡洋艦サン・ジョルジョが停泊していた。

### トブルクの制圧
1941年1月5日朝、連合軍第7機甲師団はバルディア砦のイタリア軍守備隊（第63歩兵師団 キュレネ）を制圧し、ただちにエル・アデン（現トブルク空港）に展開、翌日、港湾の破壊を開始した。7日にはオーストラリア軍第19旅団が東部に、第16旅団が西部に到着した。バルディアからの移動中も少数の残余部隊の抵抗を受けたが、イギリス軍第4機甲旅団は要塞の西部境界線に展開、支援部隊は西部出口を塞ぎ、第7機甲旅団は西部からの干渉を避けるため防御網を構築した。すでにイタリア空軍はコンパス作戦開始以降、多数の航空機を喪失しており、その上エル・アデンの整備拠点が制圧されてしまったため、航空戦力の維持が困難となってしまった。
まず、エル・アデン道路東端より豪第16旅団の1個大隊が夜襲を行い、残りの部隊と第7戦車連隊は東部から西部に散開、港に向かって前進した。第17旅団と支援部隊は陽動作戦に回り、連合軍の射撃を無力化しようとする守備隊砲兵部隊を撹乱せしめた。一方、上空からの掩護任務を受けた英砂漠空軍は砂嵐のため離陸が遅れたものの、ベニナおよびアル＝ベルカの占領した爆撃機飛行場からトブルクへと飛び立った。1月20日深夜、連合軍の砲艦数隻がトブルク港に艦砲射撃を行い、更に待ち構えていた駆逐艦が停泊中のイタリア海軍巡洋艦サン・ジョルジョを轟沈せんとした。サン・ジョルジョは港から離れようとしたが、到着したビッカース ウェリントンによって撃沈された。
21日午前5時40分、第2オーストラリア帝国軍第3大隊は砲兵の掩護射撃のもと攻撃を開始した。要塞周辺のブービートラップや地雷、鉄条網、対戦車溝はすでに工兵部隊によって無力化されていた。1時間後、豪第16旅団はマチルダII歩兵戦車18両を随行して守備隊の抵抗を切り抜けつつ、1.6 km後方に散開した。第16旅団が散開を終えた午前8時40分、第19旅団は北進し、弾幕を張る守備隊砲兵部隊の後方に回り込んで砲撃を行い、これを無力化した。一方、第2オーストラリア帝国軍第8大隊はバルディア／エル・アデン間の十字路で対戦車壕と機関銃座の足止めを食らっていたが、やがて到着した豪歩兵部隊と随行する戦車7両、そして後方からの対戦車砲2門と戦車2両の援護射撃が敵陣地左方を叩いたため、午後2時には攻撃を再開し右方面を突破出来た。伊守備隊はピラスチモ要塞で抵抗を続けていたが、午後9時30分に中央のソレロ要塞が陥落、ピタッシ＝マネッラ中将率いる伊守備隊本部は降伏した。
豪第8大隊が夜明けまでに進軍した距離は32 kmで、うち戦闘で進撃した距離は8.0 km、損害は100人に上った。また、この日までに英空軍第55および113航空隊はブリストル ブレニムを56回出撃させ、豪空軍第3航空隊と英空軍第73および274航空隊はグロスター グラディエーターやホーカー ハリケーンで西部方面の偵察を行った。トブルクの半分は夜間に制圧され、守備隊は港で武装解除された。サン・ジョルジョは大破後もトブルク港にとどまり守備隊の掩護に徹したが、海軍基地が陥落し敗北が避けられないと見るや、鹵獲を防ぐべく乗組員により自沈処分された。不眠不休で抵抗を続けていた第61歩兵師団の将兵数千人も投降し、第2オーストラリア帝国軍第6騎兵襲撃連隊は港に到達、海軍守備隊も降伏して午後3:45までにトブルク要塞の伊守備隊は完全に無力化された。守備隊の投降者は20,000人、鹵獲は重火器208挺および戦車87台、死者は将校18人および下士官兵750人、負傷者は将校30人および下士官兵2,250人であった。一方、連合軍第13軍団の損害は400人で、うち大半の355人がオーストラリア人であった。連合軍の攻撃は、港湾設備より補給物資を集中的に攻撃したため復旧は容易で、掃海作業を終えた翌日1月24日には早くも港を開港している。

## 戦闘序列

### 枢軸国
- ドイツアフリカ軍団
  - 第5軽師団（ドイツ語版） - ヨハネス・シュトライヒ（英語版）少将→ハインリッヒ・キルヒハイム（英語版）少将（5月16日～）→ヨハン・フォン・ラーフェンシュタイン（英語版）少将（5月20日～）
    - 第5装甲連隊[13] - ヘルベルト・オルブリッヒ大佐→ホフマン少佐→エルンスト・ボルブリンガー少佐

  - 第15装甲師団（ドイツ語版） - ハインリッヒ・フォン・プリットヴィッツ・ウント・ガフロン（英語版）少将（4月8日戦死）→ハンス＝カール・フォン・エーゼベック（英語版）大佐（4月13日着任、15日少将）→ヴァルター・ノイマン＝ジルコウ（英語版）少将（5月26日～）
  - 特別師団「アフリカ」（ドイツ語版） - マックス・シュメルマン少将
- イタリア第20自動車化軍団（英語版）
  - 第101自動車化歩兵師団 トリエステ（英語版） - ジュセッペ・デ・ステファニス（イタリア語版）少将
  - 第132装甲師団 アリエテ（英語版） - エットレ・バルダッサーレ少将→マリオ・バロッタ少将（7月21日～）
  - 偵察部隊
- イタリア第21軍団 - エネア・ナヴァリーニ（英語版）中将
  - 第17歩兵師団 パヴィーア（イタリア語版）
  - 第25歩兵師団 ボローニャ（イタリア語版）
  - 第27歩兵師団 ブレシア（英語版）
  - 第102自動車化歩兵師団 トレント（英語版）

### 連合国
- キレナイカ司令部
  - 第2機甲師団（英語版）（イギリス軍） - マイケル・ガンビア＝パリー（英語版）少将
  - 第9師団（英語版）（オーストラリア軍、9月以降はほぼトブルクから撤退） - レスリー・モースヘッド（英語版）中将（4月14日よりトブルク要塞司令官兼任）
    - 第24歩兵旅団（英語版）

  - 第4対空旅団（英語版）（イギリス軍）
  - 第70歩兵師団（英語版）（イギリス軍）（10月に新編）
    - 第14歩兵旅団
    - 第16歩兵旅団
    - 第23歩兵旅団

  - ポーランド独立カルパチアライフル旅団（英語版）（9月から編入） - スタニスワフ・コパンスキ少将
  - チェコスロバキア第11歩兵大隊（英語版）（9月から編入） - カレル・クラパレク（英語版）中佐
- 第13軍団（英語版）（クルセーダー作戦中の救援部隊として） - ノエル・ベレスフォード＝パース少将
  - 第1戦車旅団（英語版）（イギリス軍）
    - 第7戦車連隊（英語版）

  - 第4歩兵師団（英語版）（英印軍）
  - 第2師団（英語版）（ニュージーランド軍）

## 前兆

### ゾネンブルーメ作戦
1941年2月、連合軍はイタリア軍の第10軍および空軍第5飛行隊を破った。その後、連合軍首脳部は最小限の力でエリアを維持し、残りのWDFをギリシャに送ることにした。ドイツ軍がリビアに増援を送る可能性があったにもかかわらず、豪州第9師団と英国第2機甲師団（長：マイケル・ガンビア＝パリー少将）は、ギリシャに送られた旅団グループを除き、キレナイカ軍政府司令部（長：ヘンリー・メイトランド・ウィルソン中将）隷下のキレナイカ守備隊に残された。エジプト駐留軍司令部の指揮権はリチャード・オコーナー中将に引き継がれ、英国第13軍団司令部は豪州第1軍司令部（トーマス・ブレーミー中将）に置き換えられた。エジプトのアーチボルド・ウェーヴェルと中東駐留軍司令部は、ドイツ軍が攻撃できまいと5月まで信じていた。そうでなければ、豪州第9師団に加え2個師団と支援部隊、特に砲兵部隊を配備させ、第2装甲師団の戦車をオーバーホールさせていただろう。
第2装甲師団は偵察連隊と第3装甲旅団（長：レジナルド・リミントン准将）を持ち、軽戦車連隊と鹵獲したフィアットM13/40戦車を保有していた。巡航戦車連隊は、途中で多くの故障が発生し、師団を強度不足の装甲旅団に持ち込んだ後、3月下旬に摩耗したトラックで到着した。英国製戦車のほとんどは使い古され、イタリア製戦車は遅く、信頼性は低下した。イギリスの第2支援団（小規模な歩兵旅団に類似する）は、自動車大隊、25ポンド砲の野戦砲連隊、対戦車砲隊、機関銃隊しかなかった。師団の輸送能力は不足しており、整備要員は人手不足で、スペアパーツもなかった。豪州第9師団（長：レスリー・モースヘッド少将）隷下の2個旅団は、訓練、装備、輸送が不十分な豪州第7師団（長：ジョン・ラバラック少将）の2個旅団と交換された。
輸送力の欠如により、防衛線にとって最も有利な位置であるエル・アゲイラ西部に守備隊を補充することは不可能になり、第2装甲師団は臨時集積場間の移動を制限され、限られた機動性がさらに低下した。2月27日、ウィルソン中将よりキレナイカ司令部（CYRCOM）の指揮を引き継いだフィリップ・ニーム中将は、装甲師団を遠くに移動させなければならない場合、故障により多くの戦車を失うと予測した。ニーム中将は、適切な装甲師団、2個歩兵師団、およびその地域を維持するための適切な航空支援を要求したが、支援は僅かしか出来ず、4月までは不可能との返答を受けた。3月初旬、ギリシャ派遣のためメルサ・ブレガで待機していた豪州第6師団（長：イブン・マッカイ少将）が輸送力不足のため戦術的移動が困難と見るや、豪州第9師団は第6師団を支援しベンガジ東部に撤収させた。
ニーム中将は増援の見込みがない苦境の中で戦車部隊を温存させるべく、必要に応じてベンガジまで退却し、必要に応じて放棄し、可能な限り近くの高地を維持するよう命じられた。ニーム中将はバルビア経由でベンガジに向かって遅滞行動をとり、それからエル・レギマとバルス間近辺を一列縦隊で進軍した。戦車隊をアンテラトに移動させた場合、敵の側面や後方を通り、道路あるいは砂漠を越え、必要に応じて側面に隠れながらトブルクに向かわねばならなかっただろう。3月20日、第2機甲師団がエル・レギマ近郊のトクラに戻る豪州軍を引き継いだ。部隊は、トラック輸送による補給の代わりに、ムスス、テクニス、マルツバ、メチリおよびティミミ、エル・マグルンおよびベンガジの倉庫を使わねばならなかった。3月下旬、第3インド自動車旅団（長：E. W. D. ヴォーン准将）が到着した。大型トラックはあったが、戦車、砲兵、対戦車砲はなく、無線装備は部隊の半分しかなかった。旅団はマルツバに拠点を置き、その車両を使用してダーナ、バルスまたはメチリに向かって移動する準備ができていた。
3月24日、ロンメル中将は新しいドイツアフリカ軍団（DAK）で前進を開始した。連合軍側は、第3装甲旅団はメルサ・ブレガの南東に展開し、第2支援団は8マイル（13 km）の前線を保有していた。豪州軍は北に150マイル（240 km）離れており、トブルクに残された旅団を除いて、多数の装備が不足しており、第2装甲師団と連絡が取れていなかった。2月25日、連合軍偵察機はエル・アゲイラ西部に展開するドイツ軍を偵察し、3月5日までに、ドイツ軍の司令官がシルテとノフィリアの基地を使用し、キレナイカを奪還しエジプト侵入を試みる前、少なくとも4月以降にトリポリタニアの防衛を強化するだろうと予想されていた。現地の情報機関は、前線近くで少数の軍隊と車両を維持し、Sd Kfz 234などのドイツ軍の高速装輪装甲偵察車の脅威を回避しながらロンメル中将の場所を3月8日に何とか特定していた。
4月3日、ガンビア＝パリー少将は、主要な補給拠点であるムススで、大規模な敵の装甲部隊が前進しているという報告を受けていた。第3装甲旅団が向かうと、鹵獲を防ぐため焼き払われた燃料物資が見つかった。戦車旅団は損失と故障により、稼働車両は巡航戦車12両、 軽戦車20両、イタリア製鹵獲戦車20両のみであった。ニームは連合軍と枢軸軍の位置について矛盾した報告を受け、4月5日にエル・アビアで枢軸軍の大部隊が前進していたことから、豪州第9師団をワディカフに撤収させ、第2装甲師団の部隊を砂漠の側面を防衛しつつメチリに撤退するよう命じた。他の報告により、ニーム中将はこれらの命令を撤回し、豪州軍部隊に多数の混乱を引き起こした。4月6日、連合国偵察機は、砂漠に枢軸軍の隊列を確認し、また第3インド自動車旅団がメチリでを撃退されたことをキレナイカ司令部本部のオコーナー中将に報告した（ニーム中将はガンビア＝パリー少将を訪問するため出払っていた）。オコーナー中将は全面撤退を命じた。

#### メチリ陥落
ロンメルは4月7日にメチリを攻撃する予定であったが、枢軸軍は散らばり、燃料不足で疲弊していた。ファブリス部隊（オートバイ部隊）は午前中に前進したが、第132機甲師団 アリエテとシュトライヒ部隊は英空軍の対地攻撃を受けていたため、到着に終日かかった。長距離砂漠挺身隊（LRDG）の中隊が南から現れ、枢軸の動きを妨害した。4月7日の日没までに、豪州第9師団（第24歩兵旅団の一部）と英軍第2支援団は、トブルクの西約15マイル（24 km）にあるアクロマのバルビア通りを封鎖、また同地で、第18歩兵旅団（豪州軍第7師団のギリシャ派遣が中止された後、エジプトから海路で到着）および第24歩兵旅団主力は防御網の構築を準備していた。トブルク南部のエルアデムには、南と南西部、そしてメチリからの接近を警戒するために小部隊が保持した。ガンビア＝パリー少将率いる第2装甲師団本部は、ほとんどが第3インド自動車旅団からの軍用車と巡航戦車、第1王国騎馬砲兵連隊M中隊、豪州軍第2/3対戦車連隊の一部、およびその他の部隊を所有していた。
ドイツ軍はガンビア＝パリー少将を降伏させるために2回威嚇攻撃を試みたが、ガンビア＝パリー少将はキレナイカ司令部からエル・アデムへの脱出と撤退の命令を受け、威嚇する方法として夜明けに攻撃することを決めた。4月8日、第18騎兵連隊の1個中隊が伊軍砲兵隊を陽動、その間に第11騎兵連隊のインド人将兵が脱出。守備隊のほとんどは身動きが取れず、午前8時、続いて王国第2槍騎兵連隊が脱出した。守備隊は、地雷を恐れて後退し、伊軍歩兵部隊が攻撃したときにほとんど脱出できなかった。ドイツの戦車の覘視孔目掛け数少ない小火器や弾薬を発射し尽くした。ガンビア＝パリー少将と2,700～3,000人の英軍、英印軍、豪州軍将兵は第17歩兵師団 パヴィア（長：ピエトロ・ザグリオ中将）に降伏した。

### 枢軸軍の補給事情

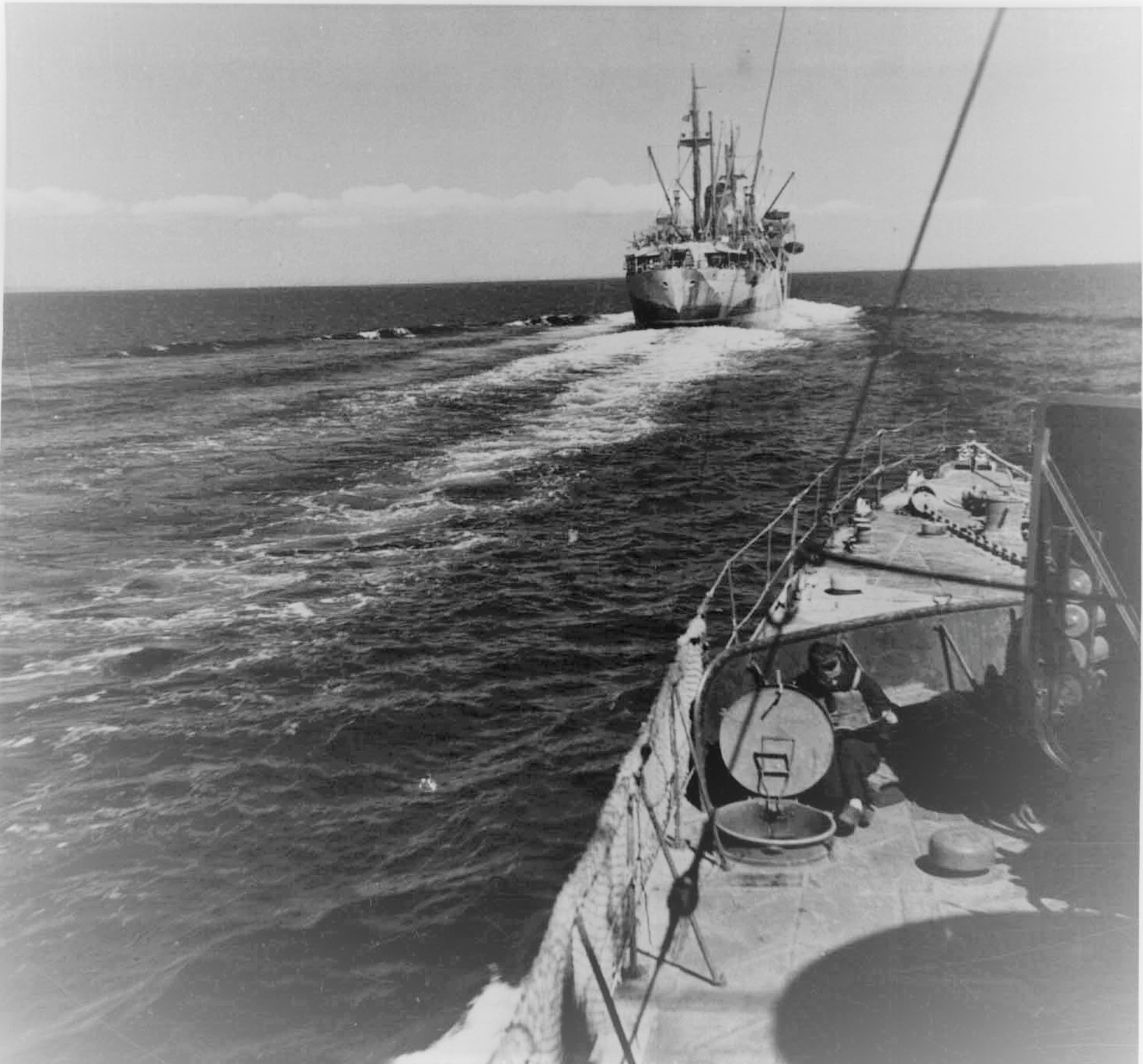
北アフリカ戦線へと向かうイタリア輸送船団

枢軸軍の補給はヨーロッパから来ており、配達は陸路で行われた。コンパス作戦（1940年12月-1941年2月）の後、枢軸軍が使える港はトリポリのみが残った。トリポリは最大4隻の軍艦または5隻の貨物船で1か月あたり約46,000トン輸送可能な能力を持った。トリポリからベンガジまでは、バルビア通りに沿って970 kmで、アレクサンドリアへの距離の約半分に値する。道路は浸水する可能性があり、英砂漠空軍（DAF）の影響を受けやすく、代替の砂漠のトラックは車両の摩耗を増加させた。1941年初頭の枢軸軍のエジプト国境手前480 kmの進軍により、補給路の輸送距離が1,800 kmに増加した。ベンガジは4月に制圧されたが、沿岸船は15,241トンしか運搬できず、港はDAFの制圧区域だった。トブルクでは1日あたり約1,524トンを摂取できたが、輸送が不足している以上その制圧も無意味であった。
ドイツ軍自動車化師団では1日あたり360トンを要し、補給物資を480 km移動するには1,170台の2トントラックが必要だった。7個枢軸師団、空軍および海軍部隊では、1か月あたり71,000トンの補給が必要だった。ヴィシー・フランス政府はフランス保護領チュニジアのビゼルトを補給拠点とする事に同意したが、1942年後半まで物資が同地を通過することはなかった。1941年2月から5月にかけて、46,000トンの余剰物資が配達された。マルタからの攻撃は何らかの影響を及ぼしたが、船の損失が最も多かった5月に、91％の物資が到着した。リビアの輸送不足はトリポリにドイツ軍の物資を残し、イタリア人は225,000人に配達するために7000台のトラックしか保有していなかった。6月に記録的な量の物資が到着したが、前線では不足が悪化した。
6月からマルタに対する枢軸軍の攻撃は少なくなり、輸送船の損失は7月には19％だったが、ベンガジが爆撃されて船がトリポリに転向した9月には25％に増加した。10月の給気はほとんど差がなかった。補給は、7月から10月まで月平均73,000トンだったが、陸路による燃料供給の30〜50％の消費が削減され、前線へと補給を運ぶトラックの35％が使用不能となった。11月、クルーセーダー作戦中に5隻の船団が沈没し、道路の輸送部隊も対地攻撃を受けたためは昼間の移動を停止した。供給の不足と英国第8軍の攻撃により、12月4日からエルアゲイラへの退却を余儀なくされ、バルビア通りは連合軍の待ち伏せにより破壊された残り約半分の枢軸軍輸送車の残骸で溢れかえった。

### トブルク要塞の備え

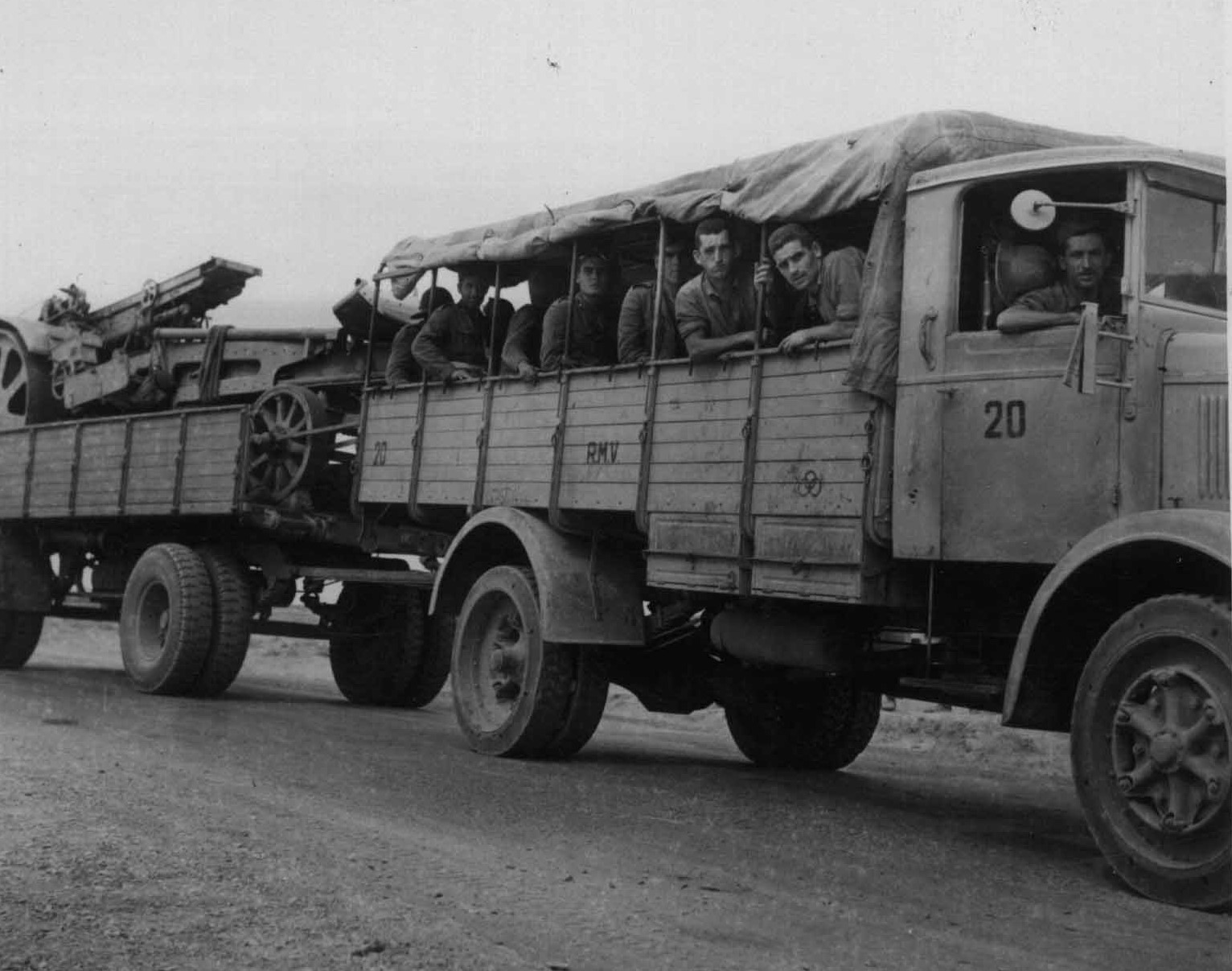
陸路でトブルクに向かうイタリア軍将兵

トブルク要塞の作業は3月に開始された。本来イタリア軍の防衛線だった港から13〜14 km離れた2列のコンクリート製掩体壕を利用し、港を砲撃の射程外に保つべく、防衛線を港から半径約48 kmまで拡張した。イタリア軍は、バルディアとエルアデムの交差点を除き、中程度の防御をほとんど確立していなかった。また有刺鉄線は修理されておらず、対戦車溝は未完成だった。連合軍は、境界線から約2マイル（3.2 km）離れた別のラインを選択し、元のラインが改装されている間にこれに取り組んだ。豪州第24歩兵旅団と新たに到着した豪州第18旅団（第7師団から分離）の2個大隊が防衛線を引き継ぎ、豪州第20および第26旅団は4月9日まで外側のカバー位置を取り、防衛についてはさらに作業が行われた。防衛線の中では、メチリから撤退して来た豪州第9師団隷下の3個旅団が防御を引き継ぎ、第18旅団が予備として控えていた。
英国第3機甲旅団の幹部は人員や設備とともに、エジプトから海路で送られ、装甲車軽戦車15両、巡航戦車26両と4台の歩兵戦車の部隊からなる2個複合連隊の連隊をトブルクで再編成した。4個の25ポンド砲連隊、2個の対戦車砲連隊、および各歩兵旅団に1個の対戦車中隊があり、イギリスの第4対空旅団には16個の重量砲隊と59個の軽量砲隊があり、2個を除くすべてのボフォース 40mm機関砲部隊が港に到着していた。後方地域部隊はトブルクに集結し、36,000人のうち3分の1は駐屯要員、もしく地元の難民か戦争捕虜だった。モースヘッドは積極的な防御を計画し、5マイル（8.0 km）の正面を保持している大隊では、敵軍が全力で攻勢して来た場合、どこにでも侵入が予想され、撤退はないので排除する必要があると強調した。

## 包囲戦

### トブルクへの戦力投入
4月8日までにドイツ軍主力はトブルク西方のデルナへの進軍を完了したが、一部の部隊が補給不足によりジャバル・アル・アフダル県にて足止めを食らっていた。第15装甲師団のハインリッヒ・フォン・プリットヴィッツ・ウント・ガフロン少将は南西からの第5軽師団、西部からの第27歩兵師団とともにトブルクの東方入り口をふさぐべく偵察部隊、対戦車砲部隊、機関銃部隊の隊列を派遣し、その指揮を執るよう命じられた。4月10日、ロンメルは「我々の目標はスエズ運河であり、トブルク奪還によって成し遂げられる」との命令を下した。
翌日、トブルク港を包囲すると同時に第5軽師団が東部、プリットヴィッツ支隊が南部、第27歩兵師団が西部を包囲。また3個偵察部隊がバルディアに、混成部隊がサルームからマルサ・マトルーフへと派遣された。そのころ英第7機甲師団はトブルクを離れてハルファヤ峠やシディ・バッラニの戦線へと転進しており、サルームやカプッツォにて苦戦を強いられていた。

#### エル・アデン道路の戦闘

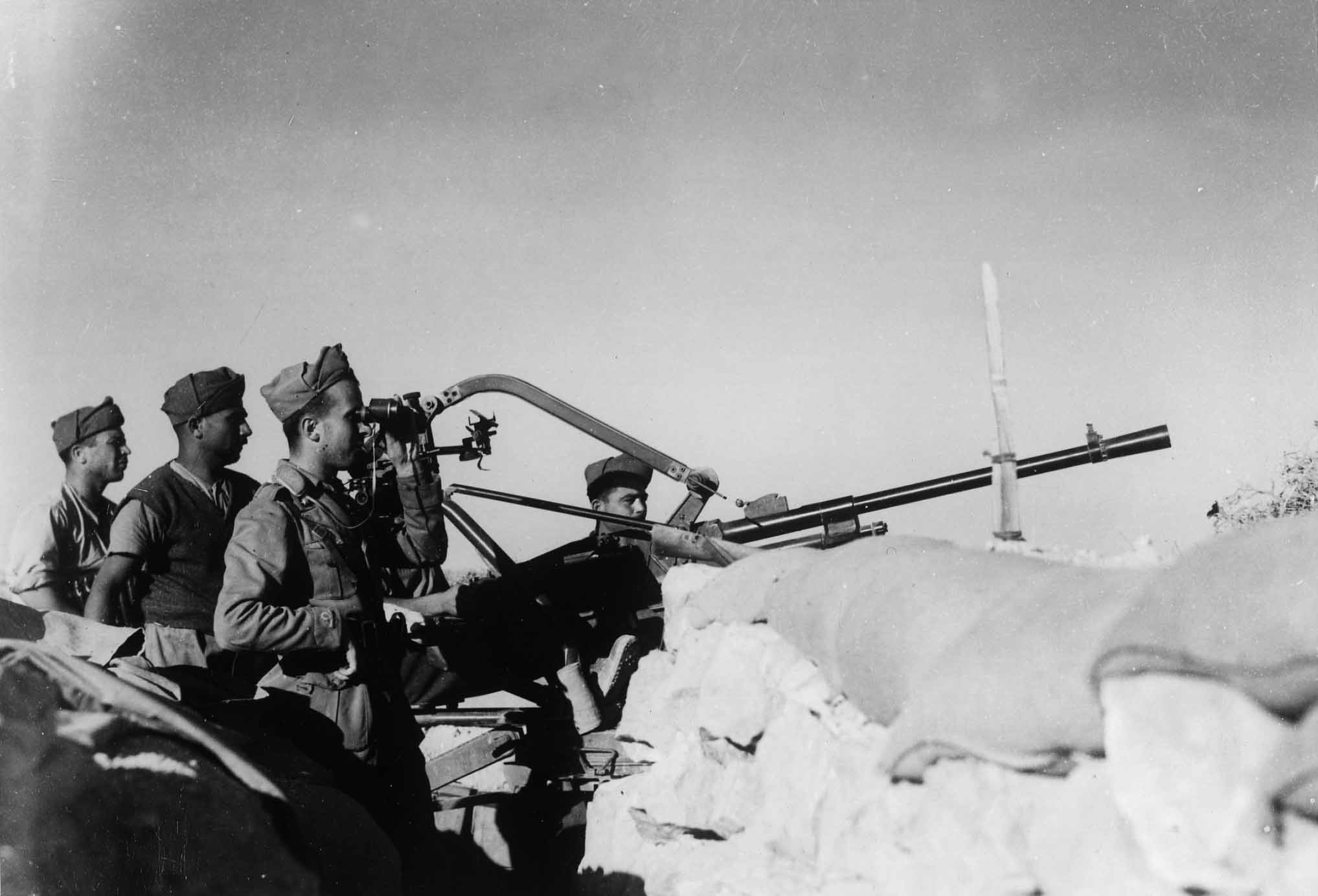
イタリア軍機関砲部隊

4月11日から12日にかけ、第5軽師団隷下の第5装甲連隊はエル・アデン道路より豪第20旅団に攻撃を仕掛けその防御力を試していたが、意外にも歩兵力・火力ともにそれが高いことがわかった。そこで、大部隊の移動を偽装し戦意をくじくとともに、13日深夜から14日未明にかけての夜襲を策した。しかし、要塞内部に展開していた第45及び55飛行隊の爆撃を受ける。豪州第2/17大隊が守備を務める西部の戦車壕を突破すべく、日没後に攻撃を開始した。また、第5装甲連隊の車両通過と北進を行うべく、夜明けまでに橋頭堡の設置を開始。連隊は2個縦隊を組み、守備隊の退却を阻止するため港と西部にそれぞれ展開した。
しかし、その先には正面に王立騎馬砲兵第1連隊がおり、戦車隊は方向転換を図るも、そこでハルダウンしていたクルセーダー巡航戦車より3方向から挟撃を受ける。第5装甲連隊は16台を失い撤退した。一方、豪軍歩兵は頑として撤退せず、ドイツ軍歩兵を膠着させた。ドイツ軍第8機関銃大隊の人員75 %が死亡、連合軍は28名が死亡し64名が負傷、戦車2台と野砲1門の損害を負った。攻撃は中止され、第5装甲連隊とシュウェリン部隊は塹壕に撤退した。

#### ラス・エル・メダウェル
4月16日、ロンメルは西部からの攻撃を指揮し、第132装甲師団アリエテは第102装甲師団トレントの第62歩兵連隊によって増強された。豪州第2/48大隊は反撃に転じ、803人を捕虜とした。朝、第132装甲師団アリエテは再び攻撃を開始し、戦車隊がオーストラリア軍陣地に最接近したが、戦車5両が撃破された。その後、歩兵は戦車隊を掩護せず撤退していたことが判明した。モースヘッドは、守備隊に枢軸軍の混乱を利用し、石の多い地面を素早く掘ることが出来ないよう偵察や小規模な出撃を行うことを命じた。4月22日、第2/48大隊、3個歩兵戦車、25ポンド砲砲兵隊が、ラス・エル・メダウェルの南西にあるファブリス分遣隊が展開する小丘を襲撃した。襲撃部隊は2個の銃座を破壊し、370人を捕虜とした。同時に、豪州第2/23大隊の部隊がデルナ道路を渡って前進し、損害の大きい攻撃で、第27歩兵師団ブレシアから約100人の投降者を出した。それはドイツ軍をして第15装甲師団をトリポリから急行せしめた。

### 航空戦
4月の枢軸軍への打撃はトブルクの状況を大いに好転させた。しかし、ドイツ国防軍空軍の第10航空軍団は2月以降、シチリアから100機～150機の航空機をリビアに派遣しており、急降下爆撃機や爆撃機が昼夜問わず建物、対空砲台、大砲等を狙い戦術爆撃をたびたび敢行していた。イギリス空軍第6及び第73飛行隊はウェストランド ライサンダー直協機と不可欠な地上要員を除きエジプトに撤退してしまった。少なくともホーカー ハリケーン戦闘機10機が昼間は港におり、そして4月19日、第73および第274飛行隊のハリケーンが戦闘機に護衛されたスツーカを迎撃した。それから2日後、第73飛行隊の稼働可能な機体は5機となってしまっていた。23日までには3機が撃墜され、2機が撃破された。戦力を失った同飛行隊は25日に撤退を余儀なくされる。第274飛行隊の戦闘機はゲラウラに、第6飛行隊はトブルクに留まり、偵察任務を請け負っていた。ガザラ、デルナ、ベニナの枢軸軍の飛行場への爆撃は夕暮れや夜に実行されたが、それらの直掩攻撃は、砂漠での最後のハリケーン14機により散発的にのみ維持できた。

### 海戦
3月、ギリシャへの輸送艦の警護のため駆逐艦は沿岸艦隊より撤退し、4月に4隻が編入された。トブルクの守備隊をエジプト領内まで運ぶため、10日～11日の深夜に砲艇による救助作戦が実行され、ボンバとGambutの飛行場周辺のビア・バルビアにて攻撃を受けた。12日にはラス・タヨネッツ～ラス・アル・ティン間を駆逐艦6隻と巡洋艦2隻による掃海作戦が行われた。翌日、3隻がサルームを砲撃。15日、ガザラ飛行場爆撃への報復として輸送船がバルディアとカプッツォにて砲撃を受けた。ビア・バルビアからの飛行場や港湾への砲撃は4月末まで続けられた。また、奇襲隊がバルビアよりトブルクに投入された。
4月11日から12月10日までの間、47,280名がトブルクから救出され、34,113名の補充要員と補給物資33,946英トン（34,491トン）が投入、34隻が撃沈され33隻が損害を受けた。

#### バルディア襲撃作戦
バルディアの襲撃は、ロバート・レイコック大佐率いる英第6師団特殊部隊「レイフォース」の「A」大隊によって4月19、20日に計画され、設備や機器を破壊し、枢軸軍の通信網を混乱せしめるものであった。「A」大隊と王立戦車連隊の戦車隊からなる上陸部隊は、防空巡洋艦コヴェントリーと駆逐艦スチュアート、ヴォイジャー、ウォーターヘンの護衛のもと、兵員輸送艦グレンガイルに乗艦し、そこから上陸用舟艇（LCA）で4つのビーチに上陸することになった。到着時に、1台のLCAを下げることはできず、後ろのLCAを展開させるのは困難だった。また、事前に潜水艦トライアンフから探照部隊がファルトボートで上陸し誘導灯を照射する手はずであったが、トライアンフは友軍の航空機に誤爆され潜水と回避行動をとっていたため探照部隊の上陸が出来ず、したがってLCAからの上陸は無灯火で行われた。これらの問題の結果、主力部隊は遅れ、反対ではないものの別の海岸に上陸した。一旦上陸すると、港の枢軸軍はもぬけの殻で、インテリジェンスに欠陥があったためいくつかの目標を見失い、他の目標も存在しないことが判明した。コマンド部隊は再乗船する前にイタリア軍の補給施設と沿岸砲兵隊を破壊した。上陸部隊のうち約70名は道を見失って別のビーチに上陸してしまい、枢軸軍の捕虜となった。

### 突出部の戦闘

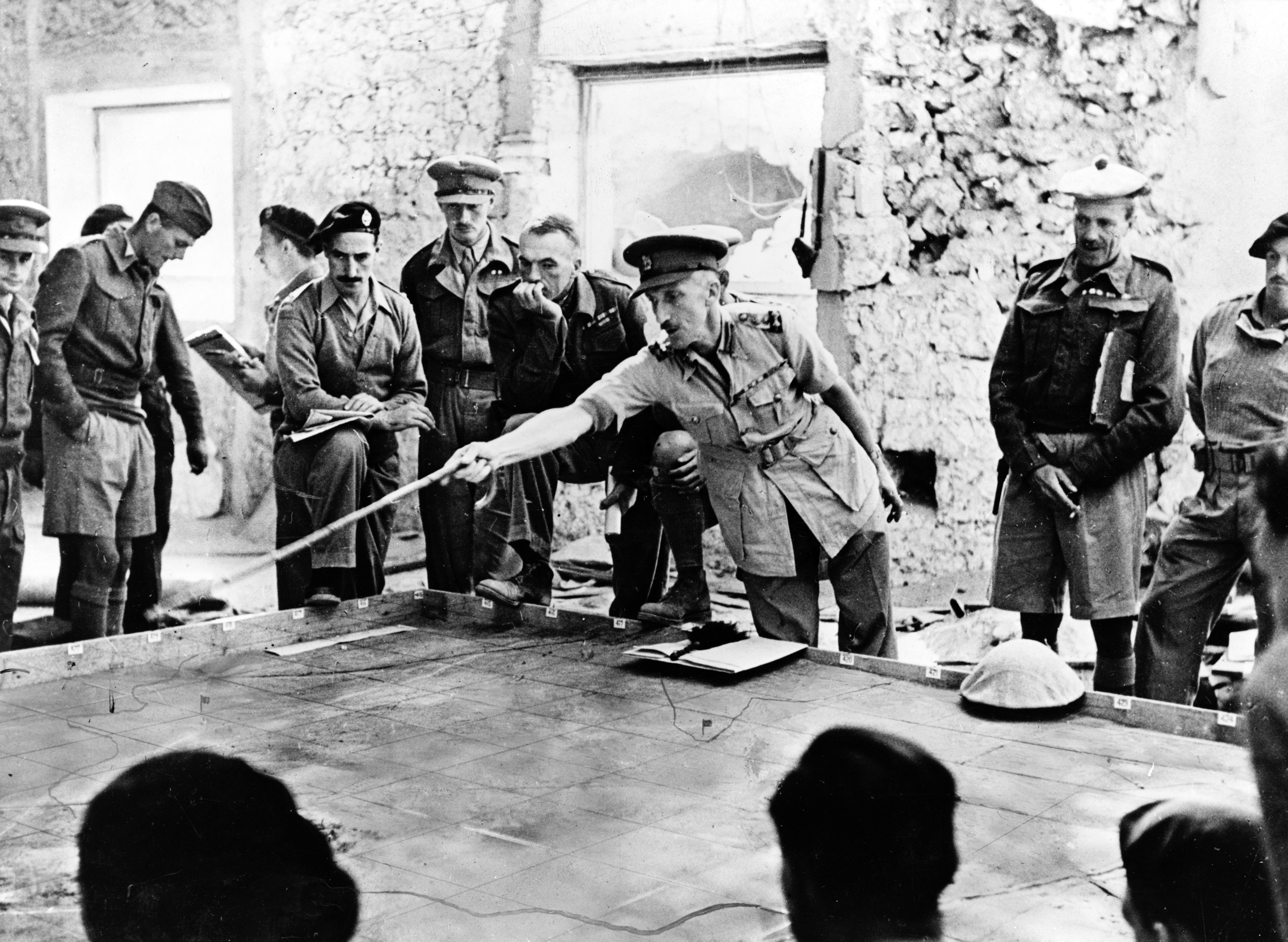
戦車隊の作戦を立案しているトブルクの英軍司令部

3月以降にトブルクを占領できなかった後、イタリア軍司令部とドイツ国防軍最高司令部はエジプトへの進出が再開される前にトブルクを占領し、物資を蓄積することに同意した。ロンメルは、支援部隊がその地域に到着し、特に弾薬、燃料、水を運ぶ輸送機でドイツ空軍が強化された上で、よく計画を練って攻撃しなければトブルクは陥落させられないと考えていた。4月27日、ベルリンから陸軍総司令部副参謀総長フリードリヒ・パウルス少将が派遣され、ロンメルの意図について質問したのち、ソルムが失われた場合に可能な援軍がほとんどないことと、その地域の防御の可能性を予測することを銘記させた。パウルスは状況を把握するまで4月30日に予定されていた攻撃を中止させ、イータロ・ガリボルディが4月29日に到着したと同時に、一日早く繰り上げ4月29日に攻撃の進行を許可した。もはやシワ・オアシスから北のソルラムまで、エジプトのフロンティアに枢軸軍の勢力圏を確保するような野心的なことは考えられなかった。
トブルク守備隊は防衛の作業を続け、地雷原を敷設した。最初は南西部の外側と内側の境界の間に敷設された。枢軸軍の港への爆撃と2隻の補給船の沈没にもかかわらず、1か月に5,000英トン（5,100トン）の補給物資と12個の歩兵戦車が引き渡された。一方、ロンメルは前述の伊豪両軍の戦闘から約2週間後、同じくラス・エル・メダウェル南西の丘の両側より実行され、最近アフリカに到着して間もない第5装甲師団が右翼、第15装甲師団が左翼を担った。4月30日午後8時00分、ドイツ軍両師団は側面からのアリエテ師団と第27歩兵師団ブレシアの掩護の元、攻撃を開始した。ドイツ軍歩兵は港まで進撃が可能か探るべく、ピラストリーノ砦近辺への偵察に向かうだろう。そうでなければ、イタリアの歩兵は側面を掘り下げ、翌日に攻撃のために砲兵を前進させるからである。

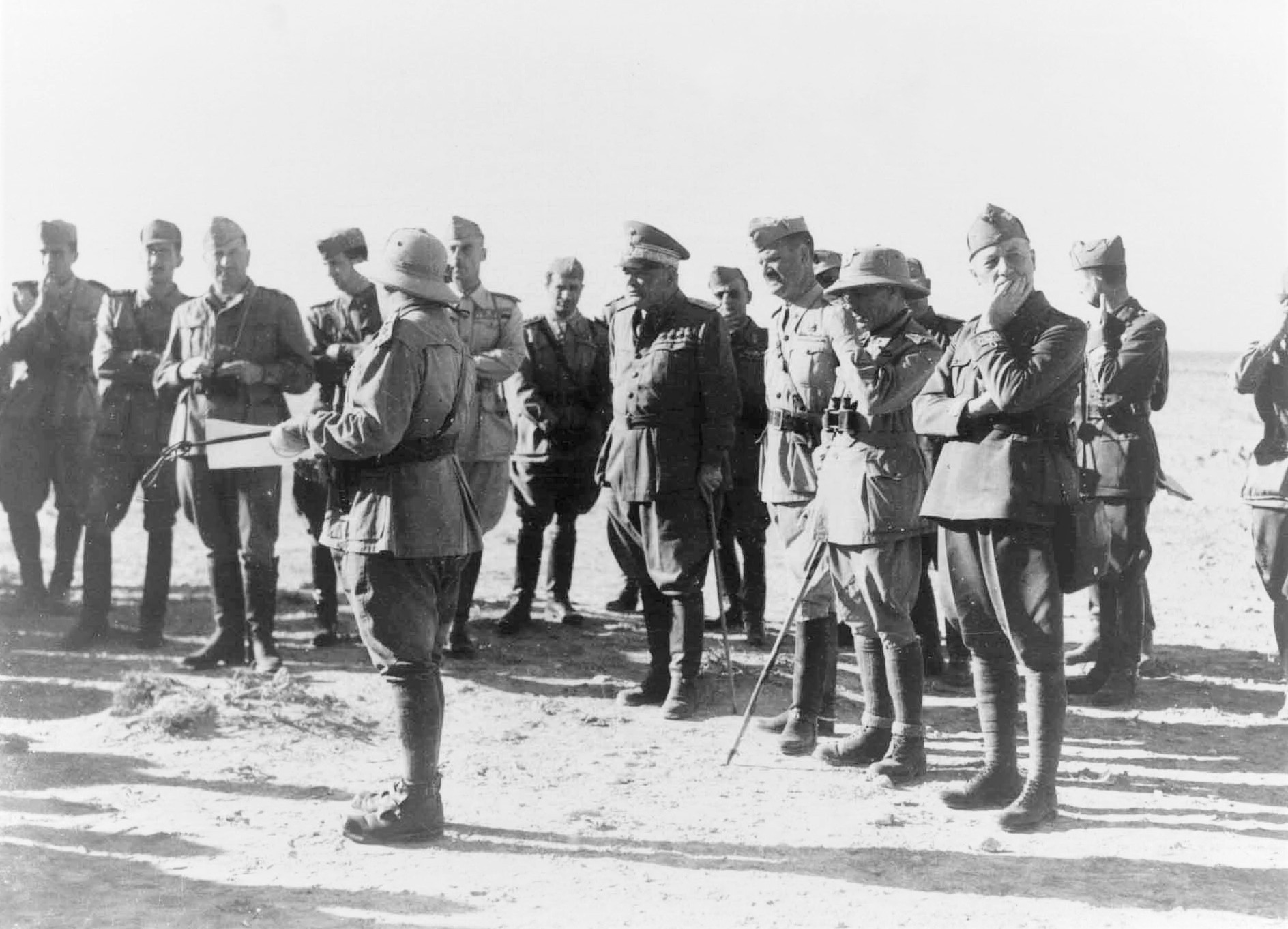
1941年秋、トブルク付近を視察する陸軍戦略軍団長ガストーネ・ガンバラ、イタリア第20自動車化軍団長アレッサンドロ・ピアッツオーニらイタリア軍将官

丁度その時、最前線のワジ・ジアイダには豪州軍第26旅団の23大隊、24大隊、48大隊が展開していた。豪州軍は前日の29日に実施された防衛線への爆撃と砲撃に持ちこたえた後、更なる攻撃に備えた。4月30日の夕方に団結していた枢軸軍は、砲撃によって分散されていた。ラス・エル・メダウェルの両側の陣地は砲撃され、爆撃され、ドイツ軍は砂埃と夕闇に隠れながら前方に前進しつつあった。午後9時30分までに、ドイツ軍は計画どおり小規模な橋頭堡を作ったが、豪州軍のいくつかの陣地は持ちこたえ、偵察隊は姿を消し、イタリア軍は目標を達成できなかった。ドイツ軍は編成を立て直し、ラス・エル・メダウェルを掃討し、境界線に沿って南西に攻撃しようと試みたとき、夜は混戦になった。新たな攻撃は失敗し、朝までに、豪州軍の陣地のいくつかは持ちこたえた。
濃い霧が上がり、ドイツ軍の戦車は南東ではなく東に移動して新しい地雷原に突入し、そこで対戦車砲で攻撃され、撃退された。第15装甲師団の戦車は、北への移動を試みたが、対戦車砲火により阻止された。ドイツ軍の予備は残っておらず、最も進んだ部隊はワディ・ガイダの南にいたが、砂嵐に疲弊し孤立していた。パウルスは攻撃が失敗したと判断したが、ロンメルは突破口を拡げるべく攻撃することを決定した。午後、ドイツ軍戦車は南東のビル・エル・メダウェルに向かって攻撃し、モースヘッドは巡航戦車15両と歩兵戦車5両を急行させ応戦、戦車5輌を失ったものの足止めに成功した。夕方、豪州軍第48大隊はラス・エル・メダウェルを反撃したが、断固とした抵抗に会い、撃退された。日中、第73および第274飛行隊がその地域を巡回し、5月2日の朝、ワディ・ガイダ周辺での戦闘は、ドイツ軍が前進しようとしたため、砂嵐の中で継続されていた。5月3日の夜、第18オーストラリア旅団は2個大隊をして集中的な反撃を行ったが、夜明けに公然と捕まることを避けるべく別個に行動していたため失敗に終わった。
枢軸軍は攻撃により、ドイツ兵650名、イタリア兵500名死亡の損失を被りながらも、前線の4.8 kmの最大3.2 kmの境界防御を制圧し、攻撃開始点として有用な高地を獲得した。第132機甲師団アリエテの第8ベルサルエリ連隊は、豪州軍の大部分の陣地を制圧した。パウルスは、連合国が港から避難していない限り、これ以上の攻撃を行わないよう命令した。イギリス西部砂漠軍（WDF）の立場はサルーム、バルディア、またはトブルクの掌握の如何に関わらず、キレナイカを保有することであり、ガザラでさらに新しい防衛線が構築されることになっていた。一方、パウルスは5月12日のレポートで、イタリア・リビア間の海上通信を強化する必要があり、リビアに派遣する空軍戦力および対空部隊はドイツ軍であるべきで、それらリビア駐屯の軍隊はまず弾薬、燃料、食料を必要とし、より多くの人員を派遣する前により多くの車両を、特に中規模の大砲と対戦車砲要員が優先される、と記した。トブルク守備隊は、パトロール、空襲、軽度の攻撃といったルーティンに落ち着き、その一部はメダウェルの突出部を奪還し、また一部はWDF司令部と連絡をとった。

#### ふたこぶ山の襲撃

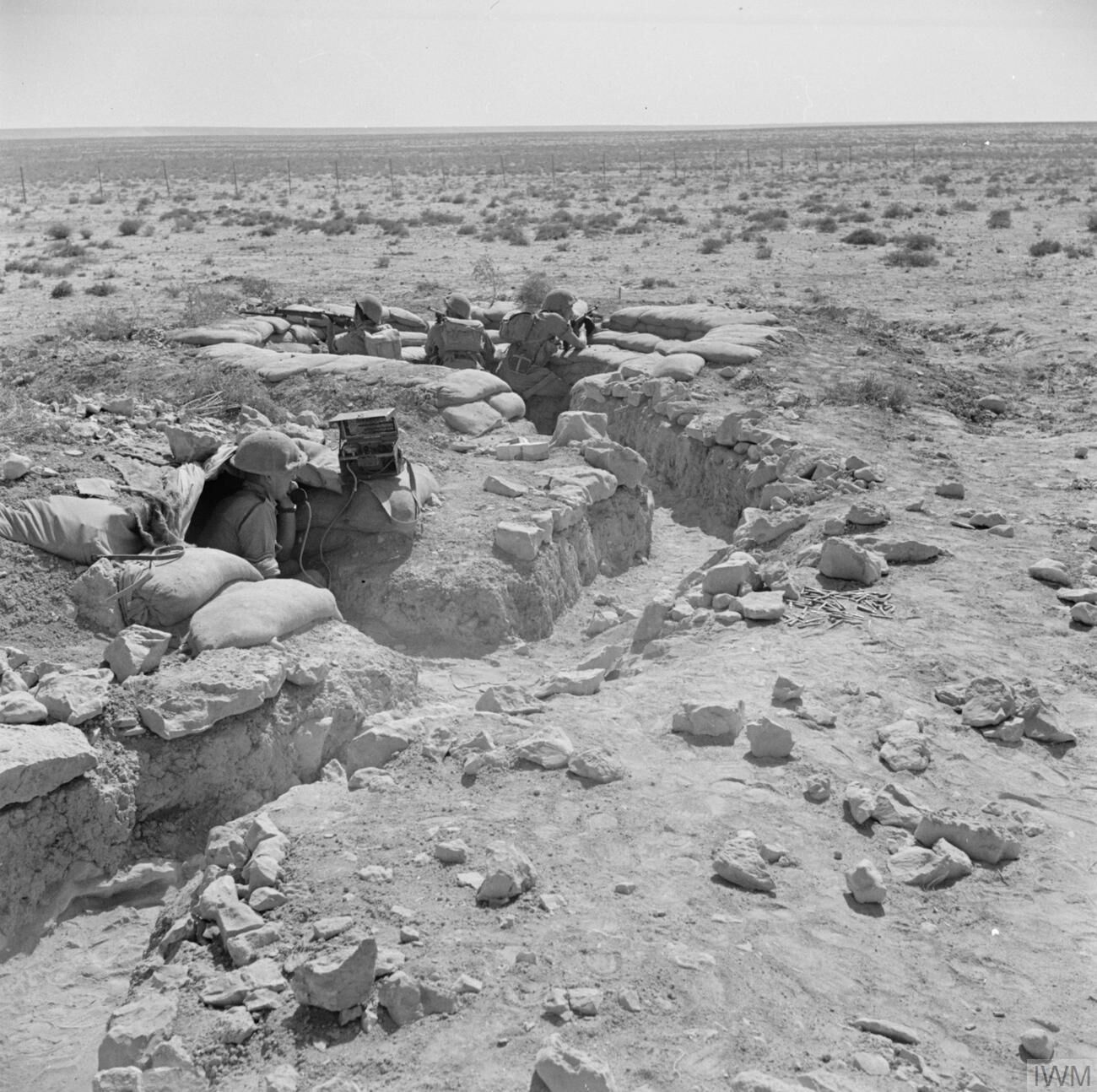
トブルク境界線に塹壕を構築する豪州兵

ふたこぶ山（Twin Pimples）と呼ばれるトブルク境界線を見下ろす2つの密着した丘があり、トブルクの外郭の防御的なストロングポイントだった。そしてそこはイタリア陸軍によって制圧されていた。ふたこぶ山への攻撃を行うべく、第18エドワード王騎兵連隊（平時は第3インド自動車旅団の一部）が防衛線の反対側に迂回した。また、第8コマンド部隊が選抜され、インド人兵士と数日間パトロールを行い、地形偵察任務を続けた。ふたこぶ山を後ろから襲撃するべく、第18騎兵連隊は転進を開始し、その間に第8コマンド部隊の43名と豪州軍工兵数名もイタリア軍前方陣地と補給路を突破した。
コマンド部隊は7月17日の深夜11時に前進し、発見されずにイタリア軍陣地を突破した。補給路で彼らは隠蔽して翌18日午前1時まで待機し、第18騎兵隊による迂回の直前に前進を再開した。コマンドが攻撃する前にふたこぶ山の30ヤード（27 m）以内に到達したため、騎兵隊は機関銃の火と照明弾を発した。それを見たイタリア軍が即座に応戦体制に入った時、暗号「ジョック」が発せられ、豪州軍工兵は、複数の迫撃砲と火薬庫に爆発物を装着した。計画では、イタリア軍の砲兵隊が砲撃を開始するまで15分かかると想定されていたが、砲撃開始時、襲撃部隊は約100ヤード（91 m）しか離れていなかった。

## 解放作戦

### ブレヴィティ作戦とスコルピオン作戦
ブレヴィティ（簡潔な）作戦（5月15〜16日）は、枢軸軍に消耗をもたらし、トブルクに対する一般的な攻撃の位置を確保するための、その名の通り限定的な攻撃であった。連合軍は3列縦隊の小規模な戦車・歩兵部隊で攻撃し、ハルファヤ峠、Bir Wair、Musaidの頂上を占領し、その後、押してカプッツォ砦を占領した。沿岸部隊は、ハルファヤ峠の底の占領に失敗した。トブルク守備隊は出撃に備えて東部の防衛を強化し、ドイツの反撃はムサイードを回復した。沿岸部隊は最終的に峠の麓を越えた。しかし、翌日、連合軍はシディ・オマールからシディ・スレイマン、ソルムへのドイツ軍の反撃を受けて撤退し、ハルファヤ峠以外は全てドイツ軍の手に渡った。更に5月26日、ドイツ軍はスコルピオン作戦で峠を奪還、連合軍は退却せざるを得なかった。結局、ブレヴィティ作戦は、ハルファヤ峠を一時的に保持しただけでその目的の大部分を達成することが出来ずに終わった。連合軍は206人の死傷者を出し、戦車5両が撃破され、13両が損害を受けた。ドイツ軍の死傷者は258人であり、 3両の戦車が撃破され、数両が損傷した。イタリア軍の死傷者は395人で、うち347人が捕虜となった。5月12日、タイガー船団（マルタ船団）は輸送船1隻を失ったものの、アレクサンドリアに到着し、第7機甲師団の再編に充てられる238両の戦車と航空機43機を搬送した。5月28日、バトルアクス作戦の計画が開始された。

### バトルアクス作戦

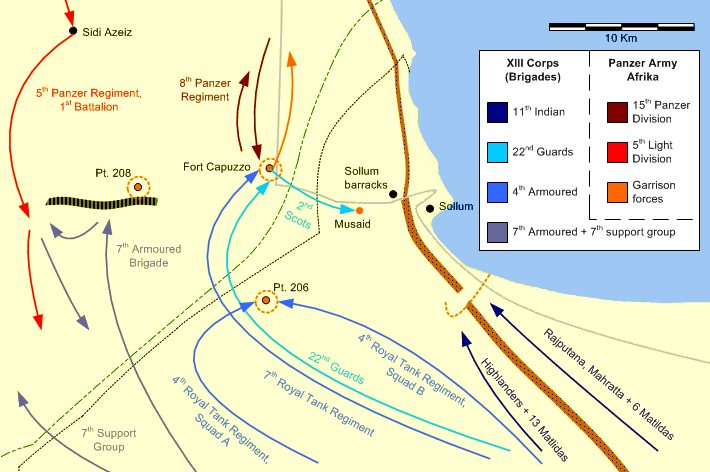
バトルアクス作戦（1日目）

バトルアクス作戦（1941年6月15〜17日）は、トブルクを包囲網より解放し、キレナイカ東部を占領することを目的としていた。この攻撃は、第7機甲師団と、第4インド師団本部からなる複合歩兵部隊と、2個旅団によって行われる予定であった。歩兵はバルディア、ソルラム、ハルファヤ、カプッツォの地域を攻撃し、戦車は南側の側面を防御した。トブルク守備隊は出撃せず、第13軍団が接近するまで待機した。ハルファヤ峠攻撃は失敗し、206地点が占領され、ハフィド・リッジに対する3回の攻撃のうち1回だけが成功した。
6月15日の終わりには、イギリス軍の戦車は48両しか残っていなかった。翌日、ドイツ軍の反撃により連合軍は西側の側面に押し戻されたが、中央で撃退した。連合軍の残存戦車は21両の巡航戦車と17両の歩兵戦車に削減された。6月17日、連合軍はドイツ軍の2個装甲連隊による包囲を回避し、作戦を終了した。連合軍の犠牲者は969人で、 27両の巡航戦車と64両の歩兵戦車を撃破または故障により喪失した。RAFは航空機36機を喪失した。ドイツ軍の損害は兵員678人（イタリア軍の損害は不明）、戦車12両、航空機10機であった。XIII軍団の指揮官であるアーチボルド・ウェーヴェル中将、第4インド歩兵師団長ノエル・ベレスフォード＝パース少将、第7機甲師団司令官マイケル＝オムーア・クレイ少将が解任され、クロード・オーキンレック大将が中東の司令官に就任した。

#### オーストラリア軍の撤退

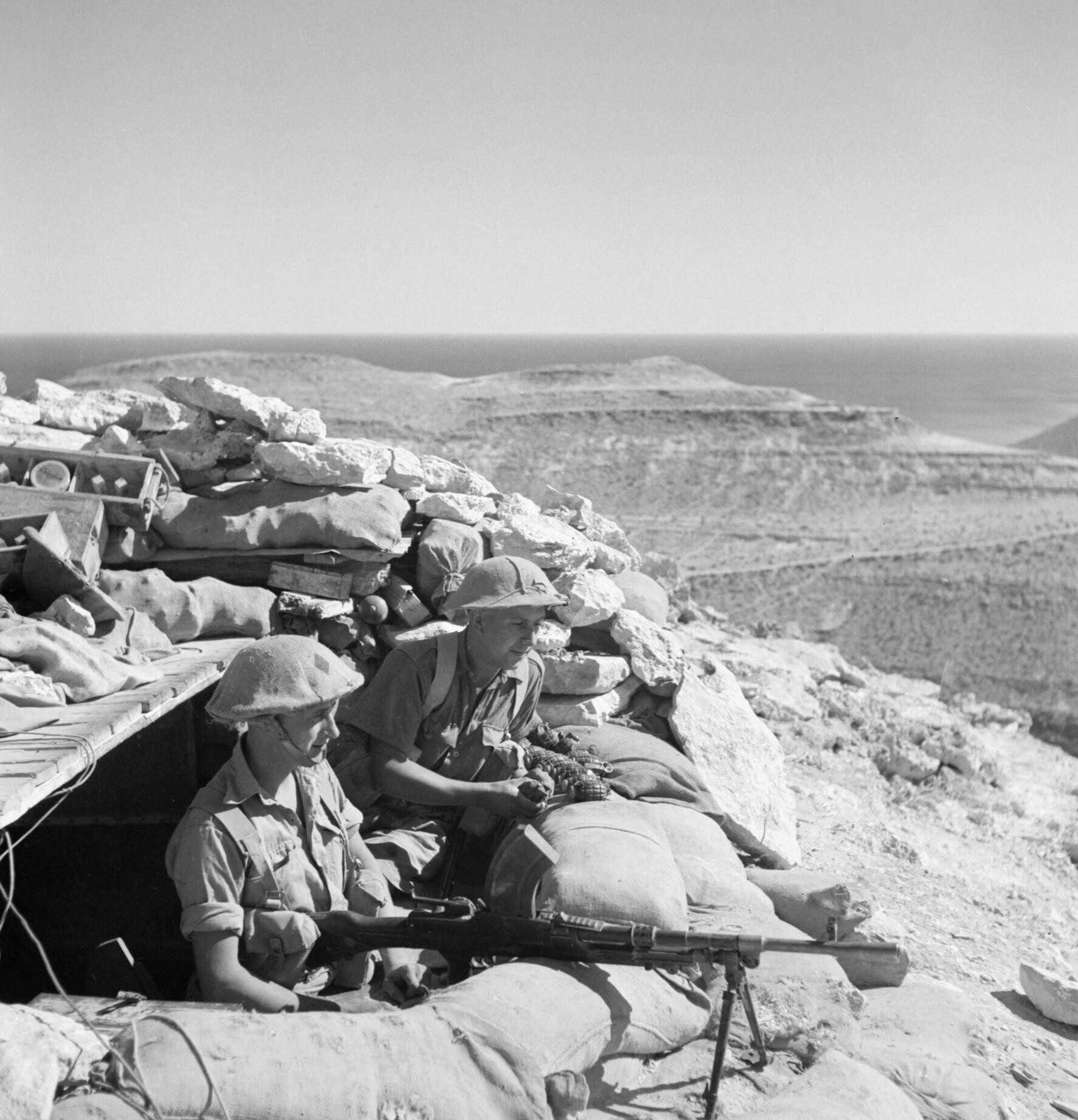
トブルク周辺の監視に当たるレスターシャー連隊第2大隊の兵士ら（1941年12月10日）

1941年半ば、豪州政府の支援を受けていた第2オーストラリア帝国軍（AIF）の司令官であったブレーミーは、トブルクからの第9師団の撤退を要求した。ブレーミーは、オーストラリアの師団将兵の健康状態が「攻撃に抵抗できなくなるほど」悪化したと記述している。彼はまた、豪州軍兵力を中東で集結させることを望んでいた。オーキンレック大将は同意したが、ドイツ空軍の攻撃を回避するべく、この大部隊の移動は、月が昇らない時間帯に高速艦艇によってのみ行われ得るだろうということを留意させた。地中海艦隊は他の場所で忙しく、陸上部隊はトブルクに物資を運び、クルセーダー作戦は準備中であった。豪州軍の撤退は、8月の月が昇らない間に始まり、8月19日から29日まで、ポーランドのカルパチア独立ライフル旅団とチェコスロバキア第11歩兵大隊の計6,116人の人員と物資1,297ロングトン（1,318トン）が上陸した。
海軍は、第18オーストラリア歩兵旅団とインドの第18エドワード王騎兵隊の兵員5,040人を3隻の駆逐艦、物資を機雷駆逐艦、駆逐艦各1隻に乗せ、対空艦、巡洋艦、駆逐艦としての巡洋艦の護衛を負わせた。9月19日～27日、英軍の16歩兵旅団、第70歩兵師団（長：ロナルド・スコビー少将）、第32軍戦車旅団司令部と第4王立戦車連隊の計6,308人の兵員と2,000ロングトン（2032トン）以上の補給物資が到着し、代わって第24歩兵旅団の人員5,989人が輸送船の損害なしに撤退を完了した。10月12日から25日にかけて、第70歩兵師団の残存部隊も撤退、こうして豪州軍のほとんどがトブルクから撤退した。第2/13大隊と第2/15大隊の2個中隊のみが輸送船の損害により残存せざるを得なかった。守備隊の指揮権はモースヘッドからスコビーに移譲された。

### 関連作品
- 『砂漠の鼠（英語版）』 - 1953年アメリカ、ロバート・ワイズ監督
- 『トブルク戦線』 - 1967年アメリカ、アーサー・ヒラー監督
- 『ロンメル軍団を叩け』 - 1971年アメリカ、ヘンリー・ハサウェイ監督
- 『トブルク（英語版）』 - 2008年チェコ、スロバキア合作、ヴァーツラフ・マルホール（チェコ語版）監督